# MAP3K7IP2
La proteína de interacción 2 con la MAP quinasa quinasa quinasa 7 (MAP3K7IP2) es una enzima codificada en humanos por el gen MAP3K7IP2.
La proteína MAP3K7IP2 es un activador de MAP3K7/TAK1, que requerida por la activación inducida de IL-1 por parte de NF-κB y MAPK8/JNK. Esta proteína forma un complejo quinasa con TRAF6, MAP3K7 y TAB1, por lo que sirve como un adaptador de unión entre MAP3K7 y TRAF6. MAP3K7IP2, TAB1 y MAP3K7 también participan en la transducción de señales inducida por TNFSF11/RANKL a través de la activación del receptor activador de NF-κB (TNFRSF11A/RANK), que podría regular el desarrollo y función de los osteoclastos. Se ha asociado con cardiopatías congénitas en seres humanos.

## Interacciones
La proteína MAP3K7IP2 ha demostrado ser capaz de interaccionar con:
- NFKB1[5]
- NCOR1[5]
- TRAF2[2][6]
- NUMBL[7]
- TRAF6[8][2][9][10][7][11]
- HDAC3[5]
- MAP3K7IP1[12][13][2]
- MAP3K7[13][2][9]
- MAP3K7IP3[8]